# كمال زعيم
كمال زعيم (ولد في 25 مايو 1983) هو لاعب كرة قدم تونسي سابق.

## المسيرة الرياضية مع الأندية
بدأ زعيم حياته المهنية باللعب مع ناديه المحلي الجمعية الرياضية بأريانة حيث أصبح محترفاً في عام 2001. بعد موسمين من اللعب مع الجمعية الرياضية بأريانة في الرابطة التونسية المحترفة الثانية لكرة القدم في 2003 وقع مع أحد الأندية التونسية الأكثر شعبية الترجي. باعتباره لاعب شاب فإن زعيم لعب في الترجي خمسة مواسم ليصبح لاعب مهم في النادي. حتى عام 2008 فاز ببطولتي دوري وثلاث بطولات كأس تونس.
بحلول عام 2008 أصبح لاعبًا وطنيًا وبعد خمسة مواسم وعدد من الألقاب التي فاز بها مع الترجي قرر الانتقال إلى الخارج والتعاقد مع النادي الصربي بارتيزان. على الرغم من المنافسة الشديدة في وسط الملعب فقد افتقر زعيم إلى فرص كثيرة للعب وانتهى به الأمر إلى ترك الفريق في العطلة الشتوية بعد أن لعب 6 مباريات فقط في الدوري الصربي خلال 6 أشهر ولكن ليس بدون تحقيق بطولتي الدوري والكأس للنادي في ذلك الموسم.
في أوائل عام 2009 قرر العودة إلى الشرق الأوسط حيث انضم إلى الخور في دوري نجوم قطر لكن في الصيف التالي عاد زعيم إلى تونس ليرتدي القميص رقم 10 مع الصفاقسي. خلال فترة السنتين مع الصفاقسي لعب في نهائي كأس الكونفيدرالية الأفريقية 2010 حيث خسر أمام الفتح الرباطي بنتيجة 3-2 في مجموع المباراتين. بعد انتهاء المباراة الأولى بالتعادل 0-0 في المباراة الثانية بينما كانت المباراة تشير إلى التعادل 1-1 في بداية الشوط الثاني أعطى زعيم الصفاقسي التقدم بتسجيله ركلة جزاء في الدقيقة 49 ولكن النادي المغربي سجل هدفين آخرين في الشوط الثاني مما جعل النتيجة النهائية 2-3.
في صيف عام 2011 وقع زعيم مع إنبي في الدوري المصري الممتاز.
في صيف 2012 وقع زعيم مع البنزرتي على عقد لمدة عامين. تقاعد في فصل الشتاء عام 2015.

## المسيرة الرياضية مع المنتخب
لعب كامل زعيم مباراته الأولى مع المنتخب التونسي في عام 2006. خلال آخر موسمين مع الترجي استدعي للمنتخب بانتظام وتم اختياره للمشاركة مع تونس في كأس الأمم الأفريقية لكرة القدم 2008 حيث خرج من الدور الربع النهائي على يد الكاميرون. بحلول أوائل عام 2011 لعب 13 مباراة دولية مع تونس مسجلا هدفين.

## الإنجازات
- الترجي
  - الرابطة الأولى (2): 2003-04 - 2005-06
  - كأس تونس (3): 2005-06 - 2006-07 - 2007-08
- بارتيزان
  - الدوري الممتاز (2): 2008-09
  - كأس صربيا (1): 2008-09